# Pilota d'Or Femenina
La Pilota d'Or Femenina és un premi concedit per la revista France Football que fa honor a la millor jugadora de futbol femení. Va ser atorgat per primera vegada l'any 2018 a Ada Hegerberg de la selecció femenina de futbol de Noruega.
El 2021, Purnell, una marca de rellotgeria suïssa de gamma alta, es va convertir en el soci oficial del premi atorgant un rellotge únic a la guanyadora. Les blaugranes Alèxia Putellas i Aitana Bonmatí en van guanyar dos de consecutius entre 2021 i 2024.

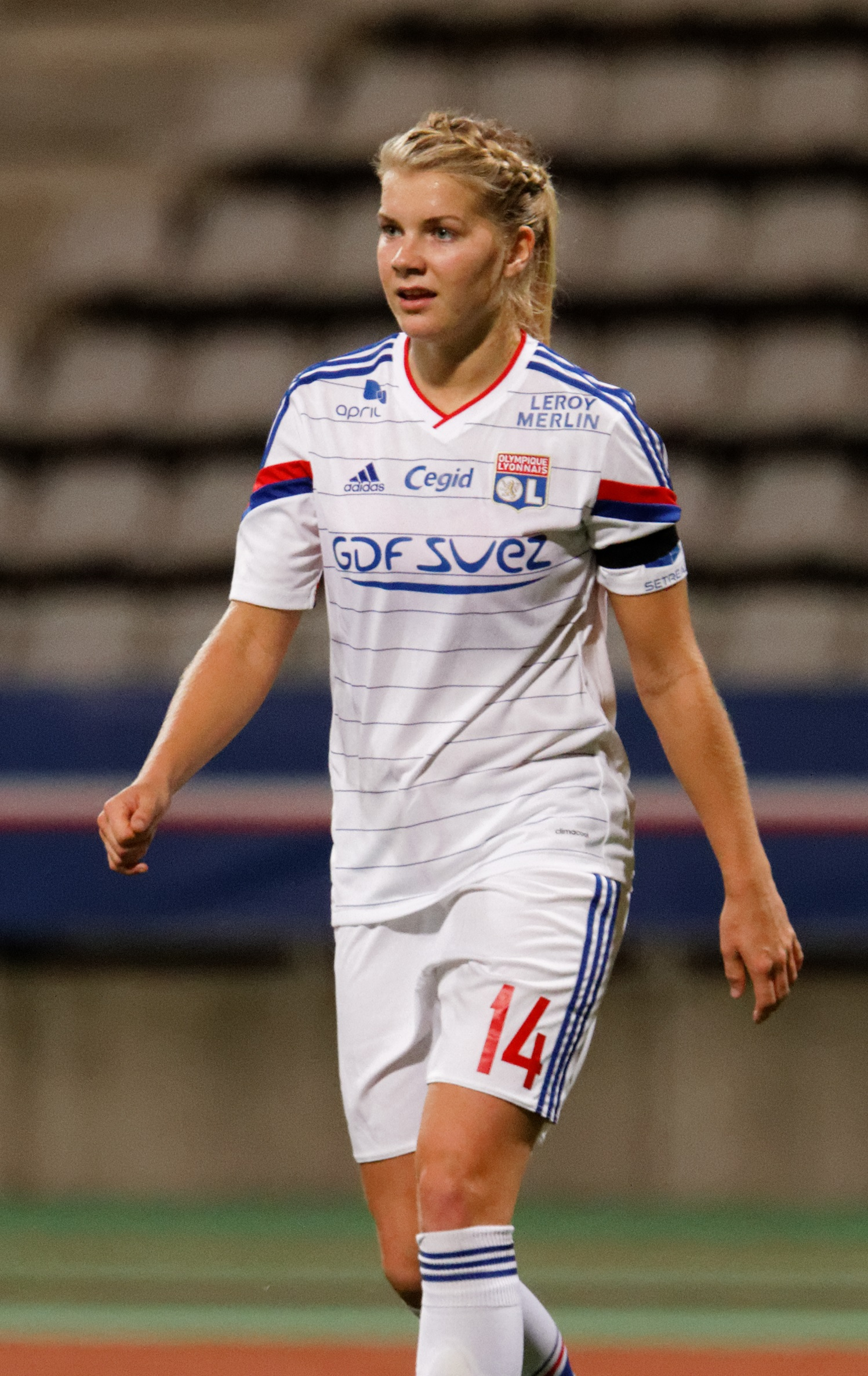
Ada Hegerberg

## Guanyadores
| Any  | Classificació                                        | Jugadora                                             | Club                                                 | Punts                                                |
| ---- | ---------------------------------------------------- | ---------------------------------------------------- | ---------------------------------------------------- | ---------------------------------------------------- |
| 2018 | 1a                                                   | Ada Hegerberg                                        | Olympique de Lió                                     | 136                                                  |
| 2018 | 2a                                                   | Pernille Harder                                      | VfL Wolfsburg                                        | 130                                                  |
| 2018 | 3a                                                   | Dzsenifer Marozsán                                   | Olympique Lyonnais                                   | 86                                                   |
|      |                                                      |                                                      |                                                      |                                                      |
| 2019 | 1a                                                   | Megan Rapinoe                                        | Seattle Reign                                        | 230                                                  |
| 2019 | 2a                                                   | Lucy Bronze                                          | Olympique Lyonnais                                   | 94                                                   |
| 2019 | 3a                                                   | Alex Morgan                                          | Orlando Pride                                        | 68                                                   |
|      |                                                      |                                                      |                                                      |                                                      |
| 2020 | No es va concedir a causa de la pandèmia de COVID-19 | No es va concedir a causa de la pandèmia de COVID-19 | No es va concedir a causa de la pandèmia de COVID-19 | No es va concedir a causa de la pandèmia de COVID-19 |
|      |                                                      |                                                      |                                                      |                                                      |
| 2021 | 1a                                                   | Alèxia Putellas                                      | FC Barcelona                                         | 186                                                  |
| 2021 | 2a                                                   | Jennifer Hermoso                                     | FC Barcelona                                         | 84                                                   |
| 2021 | 3a                                                   | Sam Kerr                                             | Chelsea FC                                           | 46                                                   |
|      |                                                      |                                                      |                                                      |                                                      |
| 2022 | 1a                                                   | Alèxia Putellas                                      | FC Barcelona                                         | 178                                                  |
| 2022 | 2a                                                   | Beth Mead                                            | Arsenal FC                                           | 152                                                  |
| 2022 | 3a                                                   | Sam Kerr                                             | Chelsea FC                                           | 74                                                   |
|      |                                                      |                                                      |                                                      |                                                      |
| 2023 | 1a                                                   | Aitana Bonmatí                                       | FC Barcelona                                         | 266                                                  |
| 2023 | 2a                                                   | Sam Kerr                                             | Chelsea FC                                           | 87                                                   |
| 2023 | 3a                                                   | Salma Paralluelo                                     | FC Barcelona                                         | 49                                                   |
|      |                                                      |                                                      |                                                      |                                                      |
| 2024 | 1a                                                   | Aitana Bonmatí                                       | FC Barcelona                                         | xxx                                                  |
| 2024 | 2a                                                   | Caroline Graham Hansen                               | FC Barcelona                                         | xxx                                                  |
| 2024 | 3a                                                   | Salma Paralluelo                                     | FC Barcelona                                         | xxx                                                  |